# Black Cherry
Albums de Kumi Kōda
Secret
(2005) Kingdom
(2008)
Compilations par Kumi Kōda
Best: Second Session (2006) Best ~Bounce & Lovers~ (2007)
Singles
Black Cherry est le 5e album de Kumi Kōda, sorti sous le label Rhythm Zone le 20 décembre 2006 au Japon. Il atteint la 1re place du classement de l'Oricon. Il se vend à 502 426 exemplaires la première semaine, et reste classé pendant 60 semaines, pour un total de 1 400 000 exemplaires vendus. C'est l'album studio le plus vendu de Kumi Kōda à ce jour et le seul à atteindre le million d'exemplaires vendus. C'est également le 3e album le plus vendu de Kumi Kōda, après ses deux premières compilations, Best: Second Session et Best: First Things.
L'album sort en format CD, CD+DVD et CD+2DVD. Le CD contient 18 chansons, le 1er DVD contient 9 clips et le making of; et le 2e DVD contient le film Cherry Girl dans lequel Kumi joue. Ce film a été fait par les créateurs du drama Busu no Hitomi ni Koishiteru où la chanson thème était Koi no Tsubomi de Kumi Koda.
L'album contient trois chansons bonus : Twinkle, Go Way!! qui a été utilisé comme thème musical pour le film d'animation de 2006 Crayon Shin-chan, et Won't Be Long ~Red Cherry Version~ qui est une autre version de Won't Be Long. L'édition limitée vient avec un code d'accès sur le site de Kumi, permettant de gagner des accessoires Black Cherry. (il faut avoir acheté le single Cherry Girl/Unmei). La 15e chanson Milk Tea, est la première chanson que Kumi Kōda a entièrement composé. Une version longue de l'Introduction a été créé par la suite et figure sur l'album Kingdom comme bonus.

## Liste des titres
| 1.  | Introduction                                                         | Daisuke "D.I" Imai       | Daisuke "D.I" Imai                                                           | Daisuke "D.I" Imai                      | 1:24 |
| 2.  | Get Up & Move!!                                                      | Daisuke "D.I" Imai       | Daisuke "D.I" Imai                                                           | Daisuke "D.I" Imai                      | 3:22 |
| 3.  | Ningyo Hime (人魚姫)                                                 | Kumi Kōda                | Miki Watanabe                                                                | Miki Watanabe                           | 4:25 |
| 4.  | Yume no Uta (夢のうた)                                               | Kumi Kōda                | Hiro Yamaguchi                                                               | Tohru Watanabe                          | 4:43 |
| 5.  | Tsuki to Taiyou (月と太陽)                                           | Kumi Kōda, Yoko Kuzuya   | Octopussy, Yoko Kuzuya                                                       | Octopussy                               | 4:01 |
| 6.  | Puppy                                                                | Kumi Kōda                | Miki Watanabe                                                                | Miki Watanabe                           | 4:03 |
| 7.  | Koi no Tsubomi (恋のつぼみ)                                          | Kumi Kōda                | Yusuke Kato                                                                  | Yusuke Kato                             | 4:06 |
| 8.  | Won't Be Long ~Black Cherry Version~ (Da Bubblegum Brothers reprise) | Bro. Korn                | Bro. Korn                                                                    | h-wonder                                | 4:29 |
| 9.  | Juicy                                                                | Yo Taira                 | STY                                                                          | STY                                     | 4:29 |
| 10. | Candle Light                                                         | Kumi Kōda                | Yoko Kuzuya                                                                  | Tohru Watanabe                          | 3:16 |
| 11. | Cherry Girl                                                          | Kumi Kōda                | Andreao "Fanatic" Heard, Charlene Gilliam, Curtis Richardson, Sherrod Barnes | Andreao"Fanatic"Heard, The Conglomerate | 3:55 |
| 12. | I'll Be There                                                        | Kumi Kōda                | Shintaro Hagiwara                                                            | tasuku                                  | 4:15 |
| 13. | Unmei (運命)                                                         | Kumi Kōda                | Hirofumi Hibino                                                              | Masaki Iehara                           | 4:21 |
| 14. | With Your Smile                                                      | Kumi Kōda                | Tohru Watanabe                                                               | Tohru Watanabe                          | 4:15 |
| 15. | Milk Tea (ミルクティー)                                              | Kumi Kōda                | Kumi Kōda                                                                    | h-wonder                                | 2:35 |
| 16. | Twinkle ~English Version~                                            | Kumi Kōda, Sachi Bennett | h-wonder                                                                     | h-wonder                                | 3:52 |
| 17. | Go Way!!                                                             | Kumi Kōda                | Hiroshi Komatsu                                                              | Hiroshi Komatsu                         | 4:30 |
| 18. | Won't Be Long ~Red Cherry Version~ (Da Bubblegum Brothers reprise)   | Bro. Korn                | Bro. Korn                                                                    | h-wonder                                | 5:11 |

| 1.  | Koi no Tsubomi (恋のつぼみ) |  |  |
| 2.  | Juicy                       |  |  |
| 3.  | With Your Smile             |  |  |
| 4.  | I'll Be There               |  |  |
| 5.  | Ningyo Hime (人魚姫)        |  |  |
| 6.  | Yume no Uta (夢のうた)      |  |  |
| 7.  | Cherry Girl                 |  |  |
| 8.  | Unmei (運命)                |  |  |
| 9.  | Twinkle (featuring Show)    |  |  |
| 10. | Premium Making Video        |  |  |

| 1. | Cherry Girl (Court métrage avec Kumi Kōda) |  |  |